# Heterospathe elata
Heterospathe elata es una especie de planta perteneciente a la familia de las palmeras (Arecaceae).
Las hojas nuevas tienen una coloración marrón a rojiza por lo cual es de gran valor ornamental. Fue introducida recientemente en Venezuela aunque su cultivo no es muy común en regiones fuera de la propia. 

## Distribución
Es una palmera propia de Filipinas y Malasia. 

## Descripción
Alcanza  de 10 a 15 m de alto, y el estípite tiene hasta 17 cm de diámetro, aunque hinchado en la base. Tiene de 10 a 15 hojas pinnadas, el raquis mide  hasta 3 m de largo. Las flores son monoicas, los frutos se tornan rojizos al madurar. Sus semillas germinan a los 2 meses luego de sembradas. Es apropiada para el ornato.

## Taxonomía
Heterospathe elata fue descrita por  Rudolph Herman Christiaan Carel Scheffer y publicado en Annales du Jardin Botanique de Buitenzorg 1: 141–142. 1876.
Etimología
Heterospathe: nombre genérico que viene de hetero, diferente, y spathe, que significa espata.
elata: epíteto latino que significa "alto, excelso".
Variedades
- Heterospathe elata var. elata.
- Heterospathe elata var. palauensis (Becc.) Becc. (1934).